# Perissandria ficta
Perissandria ficta là một loài bướm đêm trong họ Noctuidae.